# Malthonea minima
Malthonea minima es una especie de escarabajo longicornio del género Malthonea, tribu Desmiphorini, subfamilia Lamiinae. Fue descrita científicamente por Martins & Galileo en 1995.
La especie se mantiene activa durante los meses de mayo y julio.

## Descripción
Mide 6-6,2 milímetros de longitud.

## Distribución
Se distribuye por Perú.